# سفارة الولايات المتحدة في ماليزيا
سفارة الولايات المتحدة في ماليزيا هي أرفع تمثيل دبلوماسي لدولة الولايات المتحدة لدى ماليزيا. تقع السفارة في وهي تهدف لتعزيز المصالح الأمريكية في ماليزيا.

## وصلات خارجية
- قائمة سفارات الولايات المتحدة
- قائمة السفارات في ماليزيا